# Головастая жужелица
Головастая жужелица (лат. Broscus cephalotes) — евро-сибирский вид жуков подсемейства головачей (Broscinae) из семейства жужелиц (Carabidae).

## Распространение и интродукция
Распространён от Европы до Западной Сибири; интродуцирован в Северную Америку. Номинативный подвид встречается в Европе, на Кавказе, в Западной и Восточной Сибири, Туркменистане и Туркестане; подвид B. c. semistriatus — на берегах Чёрного моря юга Украины, юго-востока Румынии, востока Болгарии и севера Малой Азии.
По состоянию на лето 1987 года популяции данного вида освоились на песчаных берегах востока острова Принца Эдуарда и в провинции Нова Скотия.

## Описание
Длина тела имаго 16-23 мм. Взрослые жуки неясно-чёрного цвета, без металлического отлива. Усики, лапки и щупики бурые.

## Экология
Жуки теплолюбивые, ксерофилы; встречаются в открытых, часто бесплодных, сухих почвах. Предпочитают песчаную почву, например на песчаных лугах, прибрежных дюнах и речных берегах. Менее часто они встречаются на культивированных землях, в частности на полях с корнеплодными растениями. В Центральной Европе они также могут встречаются на глинистой почве.
Жуки роют глубокие норы в почве, часто под кусками мёртвой древесины, где они остаются на дневное время, или они просто прячутся под камнями или валежинами. Жуки являются прожорливыми хищниками, охотящиеся на многих беспозвоночных, в том числе насекомых и ракообразных (например, Talitrus saltator). Питаются также и представителями своего отряда из различных семейств, даже такими как, например, вредный для сельского хозяйства колорадский жук из семейства листоедов.